# Chandler Velodrome
Chandler Velodrome — открытый велотрек расположенный Чандлере, пригороде Брисбена (штат Квинсленд, Австралия). 

## История
Велотрек имеет две трибуны расположенные на противоположных сторонах трека. Одна из них, Norm Gailey, оборудована навесом. Вместимость составляет 3500 мест.
В октябре 1982 году принимал трековые соревнования на Играх Содружества 1982.
В сентябре 2001 года на велотреке прошли соревнования по трековому велоспорту в рамках Игр доброй воли 2001.
Рядом расположен современный велотрек Anna Meares Velodrome который открылся в 2016 году.